# Schitul „Sfântul Ilie” din Aleșd
Schitul „Sfântul Ilie” din Aleșd este un monument istoric aflat pe teritoriul orașului Aleșd.